# Sân bay Arandis
Sân bay Arandis (IATA: ADI, ICAO: FYAR) là một sân bay ở Arandis, Namibia.